# Arpheuilles, Cher
Arpheuilles är en kommun i departementet Cher i regionen Centre-Val de Loire i de centrala delarna av Frankrike. Kommunen ligger  i kantonen Charenton-du-Cher som tillhör arrondissementet Saint-Amand-Montrond. År 2022 hade Arpheuilles 301 invånare.

## Befolkningsutveckling
Antalet invånare i kommunen Arpheuilles
Referens:INSEE